# Koinadugu
Koinadugu är ett distrikt i Northern Province i Sierra Leone. Distriktet är landets största till ytan och ligger i norra delen av Sierra Leone, huvudort är Kabala. Vid folkräkningen 2015 hade distriktet 409 372 invånare.

## Administrativ indelning
Distriktet består av elva hövdingadömen.
| - Dembelia Sikunia – Sikunia - Diang – Kondembaia - Folasaba Dembelia – Musaia - Kasunko – Fadugu - Mongo – Bendugu - Neya – Krubola | - Nieni – Yiffin - Sengbe – Yogomaia - Sulima – Falaba - Wara Wara Bafodia – Bafodia - Wara Wara Yagala – Gbawuria |

## Befolkningsutveckling
| Befolkningsutvecklingen i Koinadugu 1974–2015 | Befolkningsutvecklingen i Koinadugu 1974–2015 | Befolkningsutvecklingen i Koinadugu 1974–2015 | Befolkningsutvecklingen i Koinadugu 1974–2015 | Befolkningsutvecklingen i Koinadugu 1974–2015 |
| --------------------------------------------- | --------------------------------------------- | --------------------------------------------- | --------------------------------------------- | --------------------------------------------- |
|                                               |                                               |                                               |                                               |                                               |
| År                                            |                                               |                                               | Folkmängd                                     |                                               |
| 1974                                          | 1974                                          |                                               | 158 626                                       |                                               |
| 1985                                          | 1985                                          |                                               | 183 286                                       |                                               |
| 2004                                          | 2004                                          |                                               | 265 758                                       |                                               |
| 2015                                          | 2015                                          |                                               | 409 372                                       |                                               |
|                                               |                                               |                                               |                                               |                                               |